# Platygraphis isabella
Platygraphis isabella är en fjärilsart som beskrevs av Dyar 1918. Platygraphis isabella ingår i släktet Platygraphis och familjen Crambidae. Inga underarter finns listade i Catalogue of Life.